# Don Rehfeldt
Don Rehfeldt (Chicago, Illinois; 7 de enero de 1927-Wisconsin Rapids, Wisconsin; 16 de octubre de 1980) fue un jugador de baloncesto estadounidense que disputó 2 temporadas en la NBA. Con 1,98 metros de altura, jugaba en la posición de alero.

## Trayectoria deportiva

### Universidad
Comenzó su trayectoria universitaria en la Universidad de Wisconsin en 1944, donde, tras 9 partidos disputados, fue llamado a incorporarse a filas en las Fuerzas Armadas de los Estados Unidos, donde permaneció dos años. Regresó a los Budgers en 1946, completando una carrera de 4 años, siendo incluido en el mejor quinteto de la Big Ten Conference (entonces denominada Western Conference) en 1949 y 1950, y siendo nombrado mejor jugador ese último año. Fue además incluido en el tercer equipo All-American. En el total de su trayectoria en la universidad promedió 11,5 puntos por partido, siendo el máximo anotador de la conferencia en los dos últimos años, promediando 22,1 y 19,1 puntos respectivamente.

### Profesional
Fue elegido en la segunda posición del  Draft de la NBA de 1950 por Baltimore Bullets, donde en su primera temporada promedió 7,3 puntos, 4,3 rebotes y 2,4 asistencias por partido. La temporada 1951-52 la comenzó con los Bullets, pero mediada la misma fue traspasado a Milwaukee Hawks, donde jugaría sus últimos partidos como componente de la NBA. En su corta trayectoria profesional promedió 7,1 puntos y 5,0 rebotes por partido.

## Estadísticas de su carrera en la NBA

### Temporada regular
| Año     | Equipo    | PJ | MPP  | TC%  | TL%  | RPP | APP | PPP |
| ------- | --------- | -- | ---- | ---- | ---- | --- | --- | --- |
| 1950–51 | Baltimore | 59 |      | .385 | .741 | 4.3 | 1.2 | 7.3 |
| 1951–52 | Baltimore | 10 | 19.4 | .339 | .609 | 6.9 | 1.2 | 5.4 |
| 1951–52 | Milwaukee | 29 | 20.5 | .350 | .860 | 6.0 | 1.3 | 7.1 |
| Total   | Total     | 98 | 20.2 | .370 | .758 | 5.0 | 1.2 | 7.1 |

## Vida posterior
Tras su retirada, dedicó parte de su tiempo a ser jugador de bridge junto con su esposa Joyce. Falleció en 1980, en Wisconsin Rapids, Wisconsin, víctima de un cáncer.